# Roderick Impey Murchison
Roderick Impey Murchison (Tarradale, 19 febbraio 1792 – Londra, 22 ottobre 1871) è stato un geologo e paleontologo scozzese.

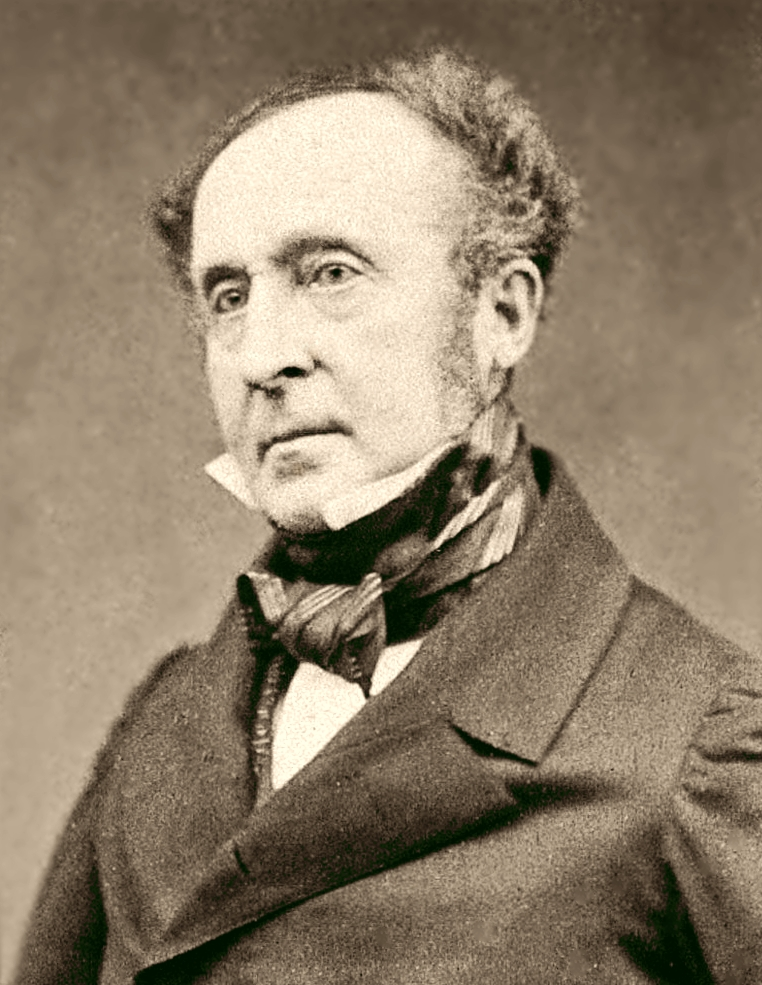
Roderick Impey Murchison

Nato da una ricca famiglia, dopo l'incontro con William Buckland si avvicina alla geologia e nel 1825: fu anche tra i fondatori della Geological Society of London, della quale fu più volte presidente, e dal 1855 fu direttore del servizio geologico scozzese.
Viaggiò con Adam Sedgwick e con Charles Lyell in Scozia, in Francia e sulle Alpi. Nel 1831 iniziò una serie di studi sulle rocce del Paleozoico nel Galles e nel 1840 - 1841 fu in Russia per ricerche stratigrafiche: a lui si deve l'istituzione del periodo siluriano.
Nel 1846 succede a De La Beche, come direttore del Geological Survey.
Le Cascate Murchison, in Uganda, sono state battezzate in suo onore, come pure il Murchison Cirque, un circo glaciale nella parte meridionale dei Monti Read, che fanno parte della Catena di Shackleton, nella Terra di Coats in Antartide. 
Fu sposato con Charlotte Hugonin dal 1815 alla morte della donna nel 1869.